# Sjuhörnig daggkåpa (växt)
Sjuhörnig daggkåpa (Alchemilla heptagona) är en rosväxtart som beskrevs av Sergei Vasilievich Juzepczuk. Enligt Catalogue of Life ingår Sjuhörnig daggkåpa i släktet daggkåpor och familjen rosväxter men enligt Dyntaxa är tillhörigheten istället släktet daggkåpor och familjen rosväxter. Artens livsmiljö är jordbrukslandskap.

## Underarter
Arten delas in i följande underarter:
- A. h. aestivalis
- A. h. autumnalis